# إيما جين غاي
إيما جين غاي (بالإنجليزية: Emma Jane Gay) هي مصورة أمريكية، ولدت في 1830 في ناشوا في الولايات المتحدة، وتوفيت في 1919 في أيداهو في الولايات المتحدة.